# Episodi di Mythic Quest (prima stagione)
La prima stagione della serie televisiva Mythic Quest, intitolata Mythic Quest: Raven's Banquet, è stata interamente pubblicata il 7 febbraio 2020 sul servizio di video on demand Apple TV+, in tutti i paesi in cui il servizio è disponibile.
| nº | Titolo originale     | Titolo italiano          | Pubblicazione   |
| -- | -------------------- | ------------------------ | --------------- |
| 1  | Pilot                | Pilota                   | 7 febbraio 2020 |
| 2  | The Casino           | Il casinò                | 7 febbraio 2020 |
| 3  | Dinner Party         | La cena                  | 7 febbraio 2020 |
| 4  | The Convention       | La convention            | 7 febbraio 2020 |
| 5  | A Dark Quiet Death   | Dark Quiet Death         | 7 febbraio 2020 |
| 6  | Non-Player Character | Personaggio non giocante | 7 febbraio 2020 |
| 7  | Permadeath           | Morte permanente         | 7 febbraio 2020 |
| 8  | Brendan              | Brendan                  | 7 febbraio 2020 |
| 9  | Blood Ocean          | Oceano di sangue         | 7 febbraio 2020 |

## Pilota
- Titolo originale: Pilot
- Diretto da: David Gordon Green
- Scritto da: Charlie Day, Megan Ganz e Rob McElhenney

### Trama
David assume Jo come suona nuova assistente; la ragazza indispettisce David prendendo in continuazione le parti di Ian. Nonostante le proteste di Ian, Poppy crea una pala speciale da inserire in Raven's Banquet, la nuova espansione di Mythic Quest. Poppy passa la notizia della pala a Pootie Shoe, un popolare streamer di videogiochi, che la critica. Ian accetta di tenere la pala nel gioco a condizione che possa anche essere usata come arma.

## Il casinò
- Titolo originale: The Casino
- Diretto da: Todd Biermann e David Gordon Green
- Scritto da: David Hornsby

### Trama
Pootie Shoe indaga sull'Uomo Mascherato, un personaggio non giocabile con un'identità segreta. Ian afferma in pubblico di aver ideato una storia per il personaggio, ma confida a Poppy di non aver ancora pensato a nulla. Brad tenta di usare l'Uomo Mascherato per introdurre un sistema di acquisti in-game per aumentare i profitti, ma Poppy cerca di bloccare la sua iniziativa e lo definisce un membro non essenziale della squadra. Brad si vendica rendendo gratuiti tutti gli acquisti in-game. David e Poppy ammettono di aver bisogno di Brad, dal momento che la monetizzazione è la principale fonte di guadagno del gioco. Ian e CW decidono di creare un nuovo personaggio, il Cavaliere Bianco, figlio dell'Uomo Mascherato; si rendono conto che la loro storia assomiglia molto a quella di Guerre stellari, ma decidono di continuare comunque.

## La cena
- Titolo originale: Dinner Party
- Diretto da: Todd Biermann
- Scritto da: Megan Ganz

### Trama
Il team di Mythic Quest scopre che il videogioco è diventato un luogo di ritrovo per nazisti e tentano di non rovinare la reputazione dello studio. Ian è restio a bannare i nazisti, mentre Brad, CW e David cercano di capire quali tipologie di utenti rimuovere dal gioco. Poppy inaugura una nuova area del gioco dove utenti con personalità simili possono incontrarsi e chiacchierare. Durante una protesta all'interno del gioco contro di loro, i nazisti approfittano della nuova area per incontrarsi e attaccare i manifestanti. Poppy e Ian approfittano dell'incontro tra i nazisti per individuarli e spostarli su un server isolato.

## La convention
- Titolo originale: The Convention
- Diretto da: David Gordon Green
- Scritto da: John Howell Harris

### Trama
Pootie Shoe annuncia che non giocherà più a Mythic Quest. Ian, David, Poppy e Dana partecipano a una convention di videogiochi per trovare un nuovo streamer. Tutti i loro tentativi falliscono, finché Poppy non realizza che Dana è la candidata ideale per essere la streamer. Un gruppo di Girls Who Code, un'organizzazione che promuove l'inclusione di più donne nell'ambiente dell'informatica e della tecnologia, si reca allo studio per fare una visita guidata, ma se ne vanno insoddisfatte quando David non riesce a trovare molte donne con cui parlare.

## Dark Quiet Death
- Titolo originale: A Dark Quiet Death
- Diretto da: Rob McElhenney
- Scritto da: Katie McElhenney

### Trama
Un episodio standalone senza alcun personaggio principale che narra la storia d'amore tra "Doc" e "Bean", mostrando al tempo stesso la nascita e la morte del loro videogioco Dark Quiet Death.

## Personaggio non giocante
- Titolo originale: Non-Player Character
- Diretto da: LP
- Scritto da: David Hornsby

### Trama
Poppy fa un tour dell'azienda Cold Alliance Games; Ian si sente tradito da Paul, un nuovo programmatore. Dana inizia il suo nuovo lavoro come streamer. David cerca di risolvere un glitch nel gioco causato da un hacker esterno. Rachel incontra Lou, la sostituta di Dana come beta.

## Morte permanente
- Titolo originale: Permadeath
- Diretto da: Todd Biermann
- Scritto da: Aparna Nancherla e Ashly Burch

### Trama
Ian sfida l'hacker a uno scontro all'interno del gioco. Poppy aiuta Ian a prepararsi. Ian sconfigge l'Uomo Mascherato, che si rivela essere Pootie Shoe.

## Brendan
- Titolo originale: Brendan
- Diretto da: Pete Chatmon
- Scritto da: Megan Ganz

### Trama
Ian porta Poppy a un incontro misterioso con Pootie Shoe e le rivela che il ragazzo è suo figlio. Poppy decide di rifiutare l'offerta di lavoro della Cold Alliance Games. Cambia idea, ma le viene detto che il lavoro è già stato assegnato a qualcun altro. Il pubblico scopre che Dana è una dipendente dell'azienda invece di una streamer indipendente.

## Oceano di sangue
- Titolo originale: Blood Ocean
- Diretto da: Catriona McKenzie
- Scritto da: Megan Ganz e Rob McElhenney

### Trama
I dipendenti dello studio pretendono di essere pagati per le ore lavorative extra. David chiama la società per ottenere il loro supporto ma viene licenziato. Ian chiama l'azienda a Montreal e riesce a far riassumere David e ottenere il salario extra per i dipendenti. Dopo una discussione, Ian decide di promuovere Poppy a co-direttrice creativa.